# Arthur Lehmann (Politiker, 1884)
Arthur Lehmann (* 8. April 1884 in Heubude, Landkreis Danzig; † nach 1957) war ein deutscher Politiker (SPD, NSDAP). Er gehörte dem Danziger Volkstag von 1927 bis 1930 an.
Arthur Lehmann besuchte das Lehrerseminar in Oldenburg (Oldenburg) und war nach dem Abschluss 1913 zunächst Volksschullehrer in Dörfern in Westpreußen, seit 1919 Volksschullehrer und 1932 bis 1942 Rektor in Danzig.
Er trat der Sozialdemokratischen Partei der Freien Stadt Danzig bei und war von 1923 bis 1933 Mitglied und von 1928 bis 1931 Vorsteher der Danziger Stadtbürgerschaft. Bei der Volkstagswahl in Danzig 1927 wurde er in den Volkstag gewählt, dem er eine Wahlperiode lang bis zur vorgezogenen Wahl 1930 angehörte. Zum 1. Mai 1933 trat er zur NSDAP über (Mitgliedsnummer 2.854.116).
Mit dem Ende des Zweiten Weltkriegs wurde er aus Danzig vertrieben und wohnte 1957 in Seebergen (bei Gotha).